# Bath megye (Virginia)
Bath megye az Amerikai Egyesült Államokban, azon belül Virginia államban található. Megyeszékhelye Warm Springs, legnagyobb városa Hot Springs. Lakosainak száma 4209 fő (2020. április 1.). Bath megye Highland, Augusta, Rockbridge, Alleghany, Greenbrier és Pocahontas megyékkel határos.

## Népesség
A megye népességének változása:
| Lakosok száma | 4721 | 4682 | 4669 | 4616 | 4470 | 4209 |
|               | 2010 | 2011 | 2012 | 2013 | 2015 | 2020 |